# Friedrich Homann

Friedrich Homann

Heinrich Friedrich (Fritz) Wilhelm Homann (* 30. März 1891 in Bröderhausen; † 9. September 1937 in Bad Lippspringe) war ein deutscher Politiker (NSDAP).

## Leben und Wirken
Nach dem Besuch der Volksschule in Schnathorst war Homann zwei Jahre auf dem elterlichen Hof tätig. Er erlernte von 1907 bis 1910 das Maurerhandwerk und arbeitete nach der Gesellprüfung in diesem Beruf. Von 1911 bis 1913 gehörte er dem kaiserlichen Heer an. Nach der Teilnahme am Ersten Weltkrieg in den Jahren 1914 bis 1918 stand Homann zuletzt bis 1921 als Feldwebel und Polizeiunteroffizier im Lazarettdienst. Danach arbeitete er von September 1921 bis August 1925 als Steuerwachtmeister und Vollzugsbeamter beim Finanzamt Bielefeld. Ab September 1925 war Homann Magazinverwalter bei der Ravensberger Spinnerei Bielefeld.
Nach dem Eintritt in die NSDAP im März 1923 und dem ein halbes Jahr später erfolgten Parteiverbot gehörte er dem Völkisch-Sozialen Block an. Nach Neugründung der Partei schloss er sich der NSDAP zum 3. Mai 1925 wieder an (Mitgliedsnummer 16.132). Anschließend war er mit Unterbrechungen bis Ende 1928 Ortsgruppenleiter der Partei in Bielefeld und von Juni 1925 bis September 1932 NSDAP-Bezirksleiter Bielefeld. Zudem war er von 1924 bis 1928 SA-Führer. Nach erfolglose Kandidatur zur Preußischen Landtagswahl im Mai 1928 wurde Homann im November 1929 Stadtverordneter in Bielefeld und dort im März 1933 ehrenamtlicher Stadtrat. Von September 1930 bis zu seinem Tod im September 1937 gehörte Homann dem Reichstag als Abgeordneter für den Wahlkreis 17 (Westfalen Nord) an.
Im Gau Westfalen Nord war Homann von August 1931 bis Januar 1934 Gaupropagandaleiter, von Anfang Oktober 1932 bis 1937 zudem Gauinspektor sowie ab Anfang April 1933 Vertrauensmann von Gauleiter Alfred Meyer bei der Regierung in Minden. Am 1. April 1934 folgte Homanns Berufung zum Landrat des Kreises Paderborn, zunächst kommissarisch und ein Jahr später definitiv. Das Landratsamt hatte er bis zu seinem Tod inne.